# 丹羽長政
丹羽 長政（にわ ながまさ）は、戦国時代の武将。尾張守護の斯波氏の家臣。

## 略歴
斯波義敏家臣の丹羽忠長の子。丹羽長秀の父。

丹羽氏の出自は三説ある。一つ目は藤原姓とするもので、関白藤原道隆の子伊周の次男遠峰の末流とする武蔵国春日井郡児玉党の一族で、忠長が尾張国丹羽郡児玉村に移って丹羽氏を称して、守護の斯波氏に仕えたとする。二つ目は平姓とするもので、建仁元年（1201年）に梶原景高（良文流）の子豊丸（景親）が尾張丹羽郡羽黒村に逃れてきたときの7人の従者のうちのひとりの丹羽家兼の末裔とするものである。三つ目は桓武天皇の皇子良岑安世の裔孫と称するもので、忠長を二十九代子孫とする良岑姓である。
『丹羽家譜』では、二回改姓したとあり、平姓から藤原姓にして、最後に良岑姓に戻したとある。
長政は斯波義統に仕えて武功があったという。
天文18年（1549年）に亡くなる。法名は禅慶。
跡を継いだ長男の長忠も同じく義統の家臣で、天文23年（1554年）7月12日、守護代織田信友が清洲城を奇襲した清洲合戦で戦死して、無嗣断絶したので、織田信長家臣の次男の長秀が本流となった。